# 아동 결혼
아동 결혼(child marriage)은 일반적으로 어린이와 성인 간의 공식적 또는 비공식적인 결혼 또는 동거관계이지만 어린이와 다른 어린이 간의 결혼일 수도 있다.
성년 연령(법적 성인)과 결혼 연령은 일반적으로 18세이지만 이러한 임계값은 관할권마다 다를 수 있다. 일부 지역에서는 법적 결혼 연령이 14세에 불과할 수 있으며, 때때로 문화적 전통이 법적 규정을 대체하기도 한다. 또한 관할권에서는 부모나 보호자의 동의나 십대 임신과 같은 예외적인 경우에 규정된 연령보다 어린 나이에 결혼을 허용할 수 있다.

## 같이 보기
- 혼인적령
- 어린이 신부
- 중매 결혼
- 정략 결혼
- 맞선
- 위장 결혼
- 강제 결혼
- 매매혼
- 규벌